# 甲子園 (ランナーズの曲)
「甲子園」（こうしえん）は、ランナーズのシングル。CBSソニーから1978年に発売された。作詞・橋本淳、作曲および編曲・川口真。

## 解説
朝日放送（ABCテレビ）の第60回全国高等学校野球選手権大会中継において、テーマソングとして採用されたディスコソングである。コレクター界隈では、前年にリリースされ日本を含む各国でヒットしたアース・ウィンド・アンド・ファイアー「宇宙のファンタジー」を想起させる曲調から「野球のファンタジー」の異称で呼ばれることもある。
表題は「甲子園」だが、歌詞中に「甲子園」の名称は登場しない。2013年6月29日にはNHK-FM『世界の快適音楽セレクション』でテーマ「野球の音楽」の1曲として取り上げられた。